# Talangaï
Cet article possède un paronyme, voir Tala-Ngai.
Talangaï est le sixième arrondissement de la ville de Brazzaville, capitale politique de la République du Congo. 

## Situation
Talangaï est délimité au nord par l’arrondissement 9 Djiri, au sud par l’arrondissement 5 Ouenzé, à l’est par le fleuve Congo, et à l’ouest par la rivière Mikalou. Selon le recensement de 2023, la population de Talangaï est de 390 459 habitants, dont 192 992 hommes et 197 467 femmes. Certaines sources évoquent un chiffre pouvant atteindre 600 000 habitants en tenant compte des extensions informelles.
| Moukondo | Djiri    |              |
| Mikalou  | Talangaï | Fleuve Congo |
|          | Ouenzé   |              |

## Histoire
Talangaï, est le sixième arrondissement de Brazzaville, qui signifie « Regarde-moi » en français, donné par des Congolais venus de Léopoldville l’actuelle Kinshasa. À l’origine, Talangaï est une zone composée de deux petits villages : Madjiri, situé vers l’ex-commune de Talangaï près du marché, et Intsiba, dans la zone de l’hôpital de Talangaï’.
Durant la période coloniale, deux colons français, Fournier et Mon pays, sont installés sur le site de l’actuel hôpital et celui de l’Armée du salut. En 1964, à la suite de l’expulsion des ressortissants du Congo-Brazzaville de Léopoldville, ces derniers s’installèrent sur des terrains accordés par Joseph Ngobali, propriétaire terrien local, ce qui contribue au développement de Talangaï en deux quartiers distincts, dirigés respectivement par Ngobali et son frère Jean Alié.

## Quartiers
- 601, Mpila
- 602, Intendance
- 603, Texaco Tsiémé
- 604, Fleuve Congo
- 605, Joseph Ngobali
- 606, Champ de Tir
- 607, Liberté
- 608, Simba Pelle
- 609, Volonté Populaire
- 610, Maman Mboualé
- 611, Ngamakosso
- 612, Manianga

## Économie

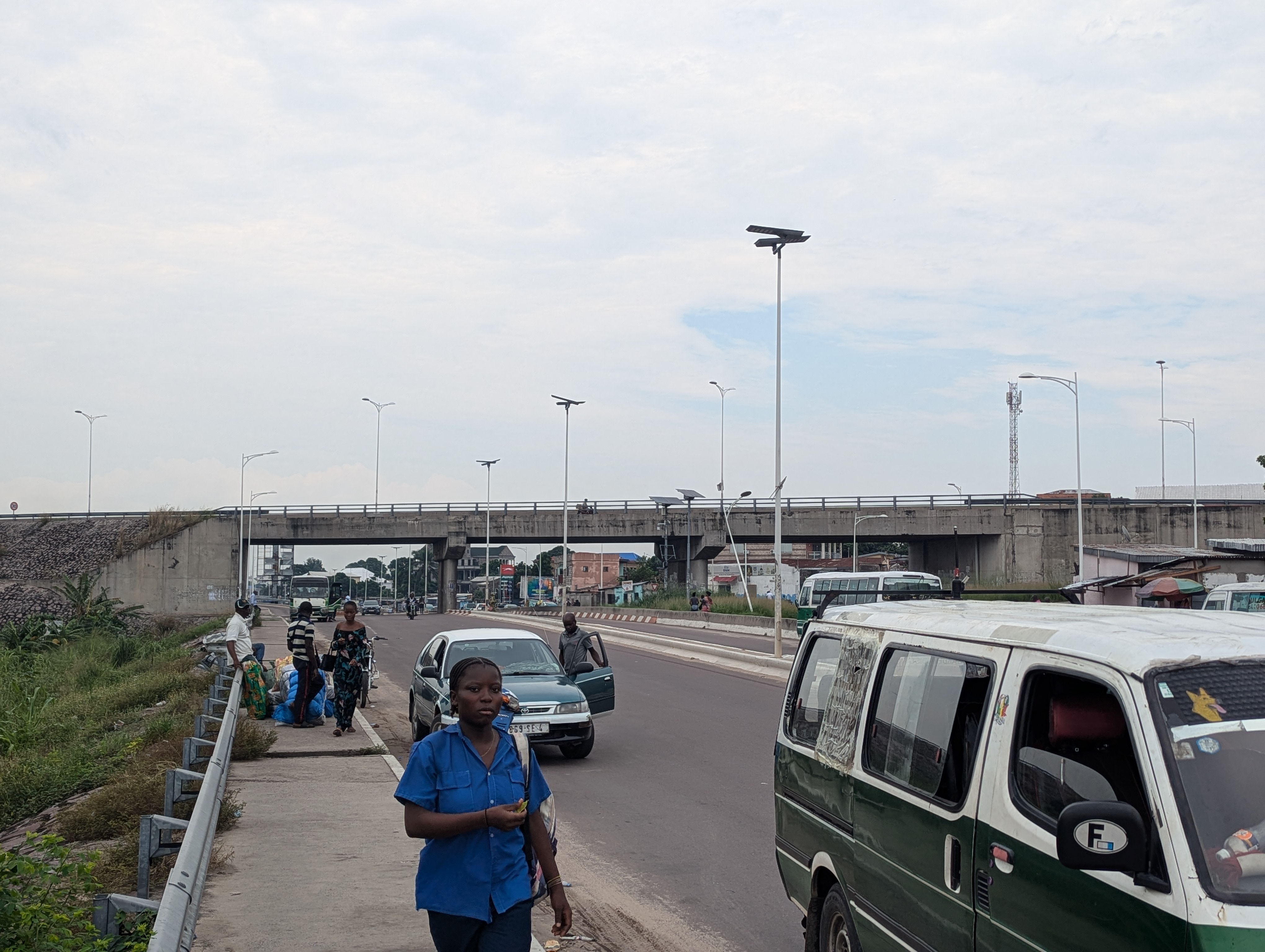
Talangaï

Cette partie de la ville est très commerçante, avec de nombreux marchés dont les plus connus sont ceux de Talangaï (Massa) et de Mikalou (Tembe na ba banda et Liputa na tolo). Le commerce est principalement exercé par des étrangers originaires de divers pays africains, tandis que des multiples bars, discothèques et nganda (sortes de bars dancing) sont gérés par les Congolais.